# ر. لانيير أندرسون الثالث
ر. لانيير أندرسون الثالث (بالإنجليزية: R. Lanier Anderson III)‏ هو محامي وقاضي أمريكي، ولد في 12 نوفمبر 1936 في ماكون في الولايات المتحدة.